# Clematis fawcettii
Clematis fawcettii är en ranunkelväxtart som beskrevs av F. Müll.. Clematis fawcettii ingår i släktet klematisar, och familjen ranunkelväxter. Inga underarter finns listade i Catalogue of Life.